# Убри, Павел Петрович
Павел Петрович Убри (1818—1896, Неаполь) — дипломат Российской империи, «правая рука» канцлера А. М. Горчакова. В 1871—1879 годах посол в Германии, в 1879—1882 годах посол в Австро-Венгрии.

## Биография
Родился 4 (16) ноября 1818 года в католической дворянской семье видного дипломата Петра Яковлевича Убри. 
В 1838 году окончил кандидатом юридический факультет Петербургского университета и в 1839 году был определён на службу в министерство иностранных дел; командирован к миссии во Франкфурте-на-Майне, с чином коллежский секретарь. Уже в 1840 году он был назначен 3-м секретарём канцелярии вице-канцлера графа Нессельроде. В том же году он был отправлен курьером в Вену и Турин, а 18 апреля 1842 года его назначили 2-м секретарём канцелярии.
10 июля 1842 года Урби стал старшим секретарём миссии в Лиссабоне и отправлен туда курьером через Франкфурт-на-Майне и Париж; 16 апреля 1845 года получил чин коллежского асессора, а через год, 10 июля, был назначен младшим секретарём посольства в Вене, а 11 апреля 1848 года его пожаловали в камер-юнкеры.
С 16 апреля 1848 года — надворный советник и с 20 октября того же года — старший секретарь. 16 апреля 1851 был произведён в чин коллежского советника. 
На Венской конференции перед началом Крымской войны зарекомендовал себя как «правая рука» русского посла А. М. Горчакова и продолжал оставаться его доверенным лицом, когда тот занял пост канцлера.
16 апреля 1855 года Убри был присвоен чин статского советника; в 1856 году он был назначен советником миссии в Берлине; с 7 апреля 1857 года — действительный статский советник. В 1858 году его отправили курьером в Штеттин и Берлин, а 10 августа он был назначен советником посольства в Париже, где завязал близкое знакомство с Отто фон Бисмарком.
В 1859 году Убри был пожалован в камергеры и в 1861 его отправили курьером в Берлин и Париж. Уже через год он был назначен чрезвычайным посланником и полномочным министром в Пруссии, Мекленбург-Шверине и Мекленбург-Стрелице; 19 апреля 1864 года был произведён в тайные советники.
С 7 декабря 1871 года он был назначен чрезвычайным и полномочным послом в Германии, где по поручению Горчакова проводил дружественную политику в русле Союза трёх императоров. Однако после тревоги 1875 года Бисмарк начал подозревать, что в своих донесениях Убри рисует его в невыгодном свете и немецкая пресса стала выставлять Убри недоброжелателем Германии. Отношения Бисмарка с русским послом окончательно испортились во время Берлинского конгресса 1878 года, на котором Убри был третьим уполномоченным со стороны России.
Получив в 1875 году чин действительного тайного советника, Убри был переведён в 1879 году чрезвычайным и полномочным послом в Австро-Венгрию, где оставался три года. Будучи ревностным католиком, вёл переговоры с нунцием Якобини о восстановлении отношений России с папской курией. В 1881 году ездил с особым поручением к римскому папе Льву XIII. Будучи оставлен без должности по министерству иностранных дел 9 ноября 1882 года, он тем не менее присутствовал в мае 1883 года на коронационных торжествах в Москве.
С 1 июня 1882 года Убри являлся членом Государственного совета с содержанием 12 тысяч рублей в год; 25 мая 1895 года был уволен в заграничный отпуск на вакантное время и 2 месяца и 22 ноября его продлили на 2 месяца.
Умер 6 февраля 1896 года в Неаполе, погребён в ограде церкви родового имения Клястицы Дриссенского уезда Витебской губернии.

## Награды
Российской империи:
- Орден Святой Анны 2-й степени (31 декабря 1849)
- Орден Святого Владимира 3-й степени (1 июля 1855)
- Знак отличия беспорочной службы за XV лет (22 августа 1855)
- Медаль «В память войны 1853—1856» из тёмной бронзы (1856)
- Орден Святого Станислава 1-й степени (1861)
- Орден Святой Анны 1-й степени (1862)
- Орден Святого Владимира 2-й степени (27 марта 1866)
- орден Белого орла (1870)
- Орден Святого Александра Невского (1872), бриллиантовые знаки к ордену (1886)
- Орден Святого Владимира 1-й степени (1879)
- Медаль «В память освящения Храма Христа Спасителя» из золота (1883)
- Медаль «В память коронации императора Александра III» (1883)
- Знак отличия беспорочной службы за XL лет (1883)
- Орден Святого апостола Андрея Первозванного (1 января 1894)

Иностранных государств:
- Австрийский орден Леопольда 3-й степени (20 июня 1851, Австрийская империя).
- Орден Красного орла 2-й степени (1857, королевство Пруссия)
- Орден Франциска I 1-й степени (1861, королевство обеих Сицилий)
- Орден Почётного легиона командорский крест (1862, Вторая Французская империя)
- Орден Филиппа Великодушного 1-й степени (1866, великое герцогство Гессен)
- Орден Фридриха 1-й степени (1866, королевство Вюртемберг)
- Орден Короны 1-й степени (16 июня 1867, королевство Пруссия)
- Орден Князя Даниила I 1-й степени (08 февраля 1869, княжество Черногория)
- Орден Дома Гогенцоллернов большой крест (1869, королевство Пруссия)
- Австрийский орден Леопольда 1-й степени (1872, Австро-Венгрия)
- Орден Чёрного орла (1872, королевство Пруссия)
- Орден Золотого льва дома Нассау (1873, королевство Нидерландов)
- Орден Вендской короны большой крест (1874, великое герцогство Мекленбург-Шверин)
- Орден Пия IX большой крест (январь 1881, Папский престол)
- Верховный орден Христа (апрель 1881, Папский престол)
- Орден Святого Стефана большой крест (1882, Австро-Венгрия)

## Частная жизнь
В Петербурге конца 1830-х Убри считался завидным женихом. Н. Н. Пушкина предполагала выдать за него замуж сестру Александру. По этому поводу А. С. Пушкин однажды написал жене:
Ты пишешь, что думаешь выдать Катерину Николаевну за Хлюстина, а Александру Николаевну — за Убри, ничему не бывать: оба влюбятся в тебя, ты мешаешь сестрам.
Узами брака Убри связал себя лишь много лет позже. Он женился на княжне Екатерине Николаевне Мещерской (13 июня 1838 — 16 июня 1874), внучке князя И. Д. Трубецкого. Она стала 17 апреля 1874 года кавалерственной дамой ордена Св. Екатерины малого креста. Жена утонула во время проживания супругов в Потсдаме и была похоронена на местном православном кладбище. Детей у них не было.
В 1883—1890 годах действительный тайный советник Убри регулярно посещал петербургское Английское собрание.